# قائمة بطاركة الأرمن الكاثوليك في كيليكيا
هذه قائمة بطاركة كاثوليكوس الأرمن الكاثوليك في كيليكيا. تأسست بطريركية الأرمن الكاثوليك في كيليكيا عام 1740 بعد انقسام داخل البطريركية الأرمنية في كيليكيا واعترف بها بابا روما في 26 نوفمبر 1742. الكاثوليكوس البطريرك هو رئيس الكنيسة الأرمينية الكاثوليكية، وهي إحدى الكنائس الشرقية الكاثوليكية في شراكة كاملة مع الكرسي الرسولي وبالتالي فهي جزء من الكنيسة الكاثوليكية.

## بطاركة الأرمن الكاثوليك في كيليكيا
- أبراهام بيتروس الأول أردزيفيان (1740-1749) (Աբրահամ Պետրոս Ա. Արծիւեան)
- هاكوب بيتروس الثاني هوفسيبيان (1749-1753) (Յակոբ Պետրոս Բ. Յովսէփեան)
- ميخائيل بيتروس الثالث كاسباريان (1753-1780) (Միքայէլ Պետրոս Գ. Գասպարեան)
- بارسوغ بيتروس الرابع أفكاديان (1780–1788) (Բարսեղ Պետրոս Դ. Աւգատեան)
- غريغوريس بيتروس في كوبيليان (1788-1812) (Գրիգոր Պետրոս Ե. Քիւբելեան)
- غريغوريس بيتروس السادس دجيرانيان (1815-1841) (Գրիգոր Պետրոս Զ. Ճերանեան)
- يعقوب بيتروس السابع هولاسيان (1841-1843) (Յակոբ Պետրոս Է. Հոլասեան)
- غريغوريس بيتروس الثامن دوراسدفازادوريان (1844–1866) (Գրիգոր Պետրոս Ը. Տէր Աստուածատուրեան)
- أنتوني بيتروس التاسع حسون (1866-1881) (ԱՆտոն Պետրոս Թ. Հասունեան)
  - يعقوب باهتياريان (بطريرك غير شرعي) (1871) (Յակոբ հակաթոռ)
- أسطفانوس بيتروس إكس أزاريان (1881–1899) (Ստեփանոս Պետրոս Ժ. Ազարեան)
- بولس بيتروس الحادي عشر إيمانويليان (1899–1904) (Պօղոս Պետրոս ԺԱ Էմմանուէլեան)
- بولس بتروس الثاني عشر صباغيان (1904-1910) (Պօղոս Պետրոս ԺԲ. Սապպաղեան)
- بولس بيتروس الثالث عشر ترزيان (1910-1931) (Պօղոս Պետրոս ԺԳ. Թերզեան)
- أفيديس بيتروس الرابع عشر أربياريان (1931-1937) (Աւետիս Պետրոս ԺԴ. Արփիարեան)
- غريغوريس بيير الكاردينال أجاجيانيان (1937-1962) (Գրիգոր Պետրոս ԺԵ. Աղաճանեան)
- اغناطيوس بيتروس السادس عشر باتانيان (1962–1976) (Իգնատիոս Պետրոս ԺԶ Պաթանեան)
- هيماياغ بيتروس السابع عشر (1976–1982) (Հմայեակ Պետրոս ԺԷ. Կետիկեան)
- جون بيتروس الثامن عشر كاسباريان (1982-1999) (Յովաննէս Պետրոս ԺԸ. Գասպարեան)
- نرسيس بيتروس التاسع عشر ترموني (1999-2015) (Ներսէս Պետրոս ԺԹ. Թարմունի)
- كريكور بيتروس العشرون جابرويان (2015-2021) (Գրիգոր Պետրոս Ի. Կապրոյեան)
- رفائيل بيتروس الحادي والعشرون ميناسيان (2021 الي الآن) (Ռաֆայել Պետրոս ԻԱ. Մինասյան)

## روابط خارجية
- الموقع الرسمي